# Stenomesson
Stenomesson is een geslacht uit de narcisfamilie (Amaryllidaceae). De soorten komen voor van Colombia tot in Noord-Chili.

## Soorten
- Stenomesson aurantiacum (Kunth) Herb.
- Stenomesson breviflorum Herb.
- Stenomesson campanulatum Meerow
- Stenomesson chilense Ravenna
- Stenomesson chloranthum Meerow & van der Werff
- Stenomesson ecuadorense Meerow, Oleas & L.Jost
- Stenomesson flavum (Ruiz & Pav.) Herb.
- Stenomesson gasteroides Ravenna
- Stenomesson leucanthum (Ravenna) Meerow & van der Werff
- Stenomesson miniatum (Herb.) Ravenna
- Stenomesson moldenkei Traub
- Stenomesson parvulum Ravenna
- Stenomesson pauciflorum (Lindl. ex Hook.) Herb.
- Stenomesson pearcei Baker
- Stenomesson rupense Ravenna
- Stenomesson tubiflorum (Meerow) Meerow
- Stenomesson vitellinum Lindl.
- Stenomesson weberbaueri (Vargas) Ravenna

... · 
Acis · 
Amaryllis · 
Boophone · 
Clivia · 
Crinum (Haaklelie) · 
Galanthus (Sneeuwklokje) · 
Hippeastrum · 
Hymenocallis · 
Leucojum (Narcisklokje) · 
Narcissus (Narcis) · 
Pancratium · 
Scadoxus · 
Sprekelia · 
Sternbergia · 
...